# Presciliana Duarte de Almeida
Presciliana Duarte de Almeida (Pouso Alegre, 3 de junho de 1867 - Santos, 13 de junho de 1944) foi uma poetisa e feminista brasileira, mais conhecida por ter dirigido a revista A Mensageira.

## Vida e obra
Filha do Coronel Joaquim Roberto Duarte e de Rita de Almeida Duarte. Sobrinha bisneta do poeta da Inconfidência Mineira Alvarenga Peixoto e bisneta da poetisa Bárbara Heliodora. Foi casada com o primo poeta, cronista e filólogo brasileiro Sílvio Tibiriçá de Almeida. Teve 3 filhos: Leandro, Tales e Bolivar, o último morreu ainda nos primeiros meses de vida. Ficou viúva em 1924.
Presciliana escreveu muitos livros de poesias e prosas além de colaborar em diversos jornais e revistas, também usou o pseudônimo de Perpétua Do Valle.
Foi a primeira mulher a integrar o grupo de letrados da Academia Paulista de Letras juntamente com seu esposo. A Academia foi fundada em 27 de novembro de 1909, ocupou a cadeira nº8 e escolheu como patrona sua bisavó, a poetisa Bárbara Heliodora 

### Obras escolares
- Páginas Infantis (1908) - prefaciado por João Köpke
- O livro das Aves (1914)

### Revistas infantis / escolares
- Aurora (1903 - 1904) do Instituto Silvio de Almeida
- Alvorada (1909) do Instituto Silvio de Almeida

### Periódicos
- O Colibri (obra manuscrita, publicada em sua cidade natal em colaboração com sua prima Maria Clara Vilhena da Cunha - 1886/1890)
- A Mensageira: revista literária dedicada à mulher brasileira (1897-1900)[2]
- Sul Mineiro
- A Cidade
- Revista Caiaca
- Almanaque Brasileiro Garnier
- A Estação
- Rua Do Ouvidor
- A Semana
- Tribunal Liberal
- A Família
- Diário Popular
- O Lutador
- Educação (1902)

### Livros de poesias
- Rumorejos (1890) - prefaciado por Adelina Lopes Vieira
- Sombras (1906) - prefaciado pelo Conde Afonso Celso de Assis Figueiredo Júnior e com críticas da portuguesa Maria Amália Vaz de Carvalho
- Vetiver: poesias de vários tempos (1939)
- Antologia Poética (1976) - obras póstumas